# 韦伯施泰特
韦伯施泰特是德国图林根州的一个市镇。总面积18.31平方公里，总人口579人，其中男性288人，女性291人（2011年12月31日），人口密度32人/平方公里。